# When We Were Kings
When We Were Kings is een met een Oscar bekroonde Amerikaanse sportdocumentaire uit 1996 van regisseur Leon Gast. De rolprent ging op 17 april 1997 in première.

## Inhoud
When We Were Kings gaat over het gevecht tussen boksers Muhammad Ali en George Foreman in Zaïre, 1974, bijgenaamd The Rumble in the Jungle. De ouder wordende Ali werd bij voorbaat kansloos geacht tegen de zeven jaar jongere regerend kampioen Foreman. Naast de inbreng van de verplicht zes weken in Afrika verblijvende vechters, komen de rollen van promotor Don King en Zaïrees president Mobutu Sese Seko aan bod.
De volledige versie van When We Were Kings duurt 89 minuten.

## Prijzen
- Academy Award voor beste documentaire
- Critics Choice Award - Broadcast Film Critics Association Awards
- Truer Than Fiction Award - Independent Spirit Awards
- LAFCA Award - Los Angeles Film Critics Association Awards
- NSFC Award - National Society of Film Critics Awards
- NYFCC Award - New York Film Critics Circle Awards
- Special Recognition - Sundance Film Festival

## Dvd
The Long Way Home kwam op 5 november 2002 in de Verenigde Staten op dvd uit.